# 海棠街道 (乐山市)
上河街道，是中华人民共和国四川省乐山市市中区下辖的一个乡镇级行政单位。

## 行政区划
上河街道下辖以下地区：
新村街社区、人民西路社区、兴发街社区、府街社区、桂花楼社区、水井冲社区和紫云街社区。